# DBS Bank
DBS Bank Ltd (en chino simplificado, 星展银行有限公司; pinyin, Xīngzhǎn Yínháng Yǒuxìan Gōngsī) es un banco registrado en Singapur. Previamente fue conocido como The Development Bank of Singapore Limited (Banco de Desarrollo de Singapur), hasta que el nombre presente fue adoptado en julio de 2003 para reflejar el cambio de rol para convertirse en un banco regional.
El banco fue creado en 1968 como una institución financiera de desarrollo del gobierno de Singapur. En la actualidad, dispone de más de cien sucursales repartidas por toda la isla. DBS Bank es el mayor banco del Sudeste Asiático por activos y se encuentra entre los mayores bancos de Asia. Tiene una posición de mercado dominante en los sectores de banca de consumo, acciones del tesoro y mercados de valores, gestión de activos, corretaje, y recaudación de deuda en Singapur y Hong Kong.
En 1998, DBS Bank se fusionó con el POSBank, proporcionándole una posición de mercado dominante con más de cuatro millones de clientes.

## Accionistas
Los mayores accionistas a 10 de febrero de 2006 son los siguientes:
1. DBS Nominees Pte Ltd: 357,492,056, 23.86 %
2. Raffles Nominees Pte Ltd: 263,390,352, 17.58 %
3. Maju Holdings Pte Ltd: 234,497,040, 15.65 %
4. Temasek Holdings (Pte) Ltd: 185,673,795, 12.39 %
5. Citibank Nominees Singapore Pte Ltd: 110,584,014, 7.38 %
6. HSBC (Singapore) Nominees Pte Ltd: 107,052,860, 7.14 %

Temasek Holdings (Pte) Ltd, es una compañía enteramente propiedad del Ministerio de Finanzas y ha mostrado interés en las acciones de Maju Holdings Pte Ltd, que es una subsidiaria enteramente de Temasek Holdings (Pte) Ltd.

## Operaciones internacionales
DBS tiene sucursales en China, Dubái, Hong Kong, India, Indonesia, Japón, Corea del Sur, Malasia, Birmania, Filipinas, Taiwán, Tailandia, Vietnam, Reino Unido y Estados Unidos.

### Hong Kong
DBS inició sus operaciones en Hong Kong en 1999 con la adquisición del Kwong On Bank del banco japonés Fuji Bank, y fue renombrado como DBS Kwong On Bank. Adquirió el Dao Heng Bank (y su subsidiaria Overseas Trust Bank) en 2001. Los tres bancos fueron posteriormente fusionados bajo el nombre comercial de DBS.

### China
DBS tiene ocho sucursales y siete subsucursales en China. Están repartidas en todo el país en Pekín, Guangzhou, Shanghái, Shenzhen, Suzhou, Fuzhou, Hangzhou, Tianjin y Dongguan. En diciembre de 2006, BDS Bank recibió la aprobación de la Comisión Reguladora de la Banca China (CBRC) para su incorporación local en China. DBS es el único banco de Singapur entre nueve bancos extranjeros en recibir esta aprobación. En 2010, también se convirtió en el primer banco de Singapur en emitir tarjetas de crédito en China en colaboración con UnionPay.

### Taiwán
En mayo de 2008, DBS integró el Bowa Bank en sus operaciones después de adquirir los «activos buenos del banco» en febrero. Existen 40 puntos de distribución en todo el país, la mitad de los cuales con base en Taipéi.

### India
A noviembre de 2010, DBS dispone de doce sucursales en India, localizadas en ciudades como Chennai, Bangalore, Bombay, Kolhapur, Nashik, Cuddalore, Moradabad, Pune, Salem, Surat y Delhi. DBS India tenía una participación del 37.5 % de DBS Cholamandalam Finance, una institución financiera no bancaria; en abril de 2009, transfirió su participación a la compañía matriz Tubes Investments of India Limited terminando así su acuerdo de participación con Cholamandalam DBS.

### Indonesia
DBS posee el 99 % de la subsidiaria PT Bank DBS Indonesia, con 39 sucursales y subsucursales en once ciudades.

## El Islamic Bank of Asia
DBS Bank instituyó el Islamic Bank of Asia (IB Asia) el 7 de mayo de 2007 después de recibir la aprobación oficial de la Autoridad Monetaria de Singapur para una licencia bancaria. Los accionistas fundadores de IB Asia incluyen la mayoría de accionistas de DBS y treinta y cuatro inversores de prominentes familias y grupos industriales de Oriente Medio de países del Consejo de Cooperación de Golfo (CCG).

## Banca electrónica y dispositivos de seguridad DBS iB
A finales de 2006, el banco distribuyó a los clientes de banca por internet un dispositivo de autentificación para evitar ataques por phishing. El dispositivo de seguridad DBS iB es un aparato digital que proporciona un número aleatorio de acceso que es único para cada usuario. Este número es una clave privada de acceso de un solo uso que caduca después de aproximadamente un minuto. 

## Banca por telefonía móvil
El 15 de abril de 2010, DBS Bank lanzó el servicio de banca por telefonía móvil, mBanking, para clientes de DBS y POSB. Esto permite a los clientes ver sus cuentas bancarias y de tarjetas de crédito, transferir fondos y pagar recibos vía teléfono móvil. Los clientes requieren descargarse una aplicación de la página web de la compañía.
Los clientes que usen este servicio serán protegidos por la garantía de DBS Bank de «dinero-seguro». El banco promete rembolsar las cantidades si se produce cualquier transacción no autorizada.